# Mil Mi-26
Mil Mi-26 (tiếng Nga: Миль Ми-26, tên hiệu NATO: "Halo") là một máy bay trực thăng vận tải hạng nặng của Nga/Liên Xô hoạt động trong cả lĩnh vực quân sự và dân sự. Đây là chiếc máy bay trực thăng nặng nhất và mạnh nhất từng được sử dụng. Tuy nó không lớn bằng chiếc Mil V-12 nhưng trong khi chiếc V-12 chỉ dừng ở các chuyến bay thử, chiếc Mi-26 đã được sử dụng cho các mục đích dân sự, quân sự, thậm chí còn được Liên bang Nga bán cho các nước khác.

## Thiết kế và Phát triển
Mi-26 được thiết kế để sử dụng trong quân sự và dân sự với dự định tạo cho nó khả năng nâng lớn hơn bất kỳ một loại máy bay trực thăng nào từng có trước đó. Chiếc Mi-26 đầu tiên cất cánh ngày 14 tháng 12 năm 1977 và lần đầu tiên phục vụ trong quân đội Xô viết năm 1983.
Mi-26 là chiếc trực thăng đầu tiên sử dụng cánh quạt tám lá. Nó có thể tiếp tục hoạt động với một động cơ khi động cơ kia hỏng (tuỳ thuộc vào trọng lượng bay).
Tuy chỉ hơi nặng hơn chiếc Mil Mi-6, nó có thể nhấc hơn 20 tấn (44.000 lb).

## Lịch sử hoạt động

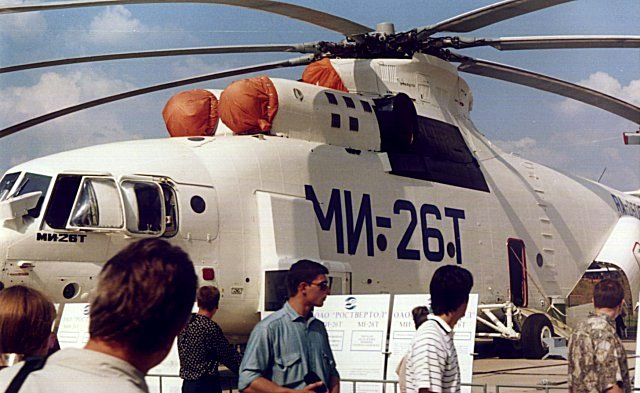
Mi-26T tại Zhukovsky, 1997

### Rơi tạiChechnyavà sự tranh cãi
Ngày 19 tháng 8 năm 2002, quân ly khai Chechnya đã bắn trúng một chiếc Mi-26 với một quả tên lửa đất đối không, khiến nó lao xuống một bãi mìn. Tổng cộng 127 người Nga đã thiệt mạng trong vụ việc này. Một cuộc điều tra xác định rằng chiếc máy bay đã bị quá tải rất nhiều bởi nó chỉ được thiết kế để chở khoảng 80 quân, trong khi chiếc này chở tới khoảng 150 người. Một chỉ thị từng được đưa ra năm 1997 nhằm ngăn chặn những chuyến bay quá tải như vậy, nhưng trong trường hợp này rõ ràng nó đã không được để ý tới.
Sau vụ việc, Tổng thống Nga Vladimir Putin đã ra lệnh điều tra về tình trạng cẩu thả trong quân đội. Vị chỉ huy chịu trách nhiệm về chiếc trực thăng đó, Trung tá Alexander Kudyakov, đã bị quy trách nhiệm cẩu thả và vi phạm các nội quy bay. Người Chechnya đã bắn hạ chiếc trực thăng bị kết án tù chung thân tháng 4 năm 2004.

### Đấu thầu ởẤn Độ
Mi-26 đã tham gia gói thầu cung cấp 15 trực thăng vận tải cho quân đội Ấn Độ năm 2012 và có tin đồn cho là CH-47F Chinook của hãng Boeing đã thắng gói thầu này. Ngày 28/11/2013, hãng xuất khẩu vũ khí Nga Rosoboronexport từ chối tuyên bố rằng họ đã thua trong 2 gói thầu cung cấp các trực thăng vận tải hạng nặng và máy bay tiếp dầu cho Ấn Độ.
Rosoboronexport cho rằng, thông tin nhà cung cấp vũ khí Nga "thất bại" trong hai cuộc đấu thầu nói trên của một số phương tiện truyền thông là không đúng. Theo công ty Nga thì hiện chưa có kết quả nào được công bố và việc suy đoán chỉ nhằm mục đích lừa dối công chúng. Nhiều phương tiện truyền thông đã đưa tin Ấn Độ gạt bỏ các loại máy bay Nga trong hai gói thầu này do hiệu quả vận hành cũng như chi phí bảo dưỡng cao mặc dù nhà thầu Nga đưa giá rẻ hơn các đối thủ đến từ Mỹ và châu Âu.
Hãng tin nhà nước RIA Novosti của Nga dẫn nguồn tin Bộ Quốc phòng Ấn Độ mới đây cho biết, Ấn Độ đã xác nhận chọn trực thăng Chinook của hãng Boeing (Mỹ). Qua đó, kết thúc cuộc chạy đua giành quyền cung cấp 15 trực thăng vận tải hạng nặng cho không quân nước này. Trước đó, các phương tiện truyền thông Ấn Độ cũng đã đưa tin về việc quân đội nước này quyết định lực chọn trực thăng Mỹ.
Thời báo Ấn Độ dẫn nguồn tin Bộ Quốc phòng nước này cho biết giá bỏ thầu của Mỹ thấp hơn so với của Nga. Ngoài ra, giá bảo hành hậu mãi của Mỹ cũng tốt hơn. Đây là thất bại thứ hai của trực thăng Nga trước đối thủ Mỹ tại thị trường Ấn Độ trong vòng một năm. Tháng 10 năm 2012, Mi-28 Havoc của Nga cũng thua cuộc trước AH-64D Apache Longbow của Mỹ trong gói thầu cung cấp cho Ấn Độ 22 trực thăng tấn công hạng nặng. Hợp đồng có giá trị 1,4 tỷ USD.

## Các biến thể

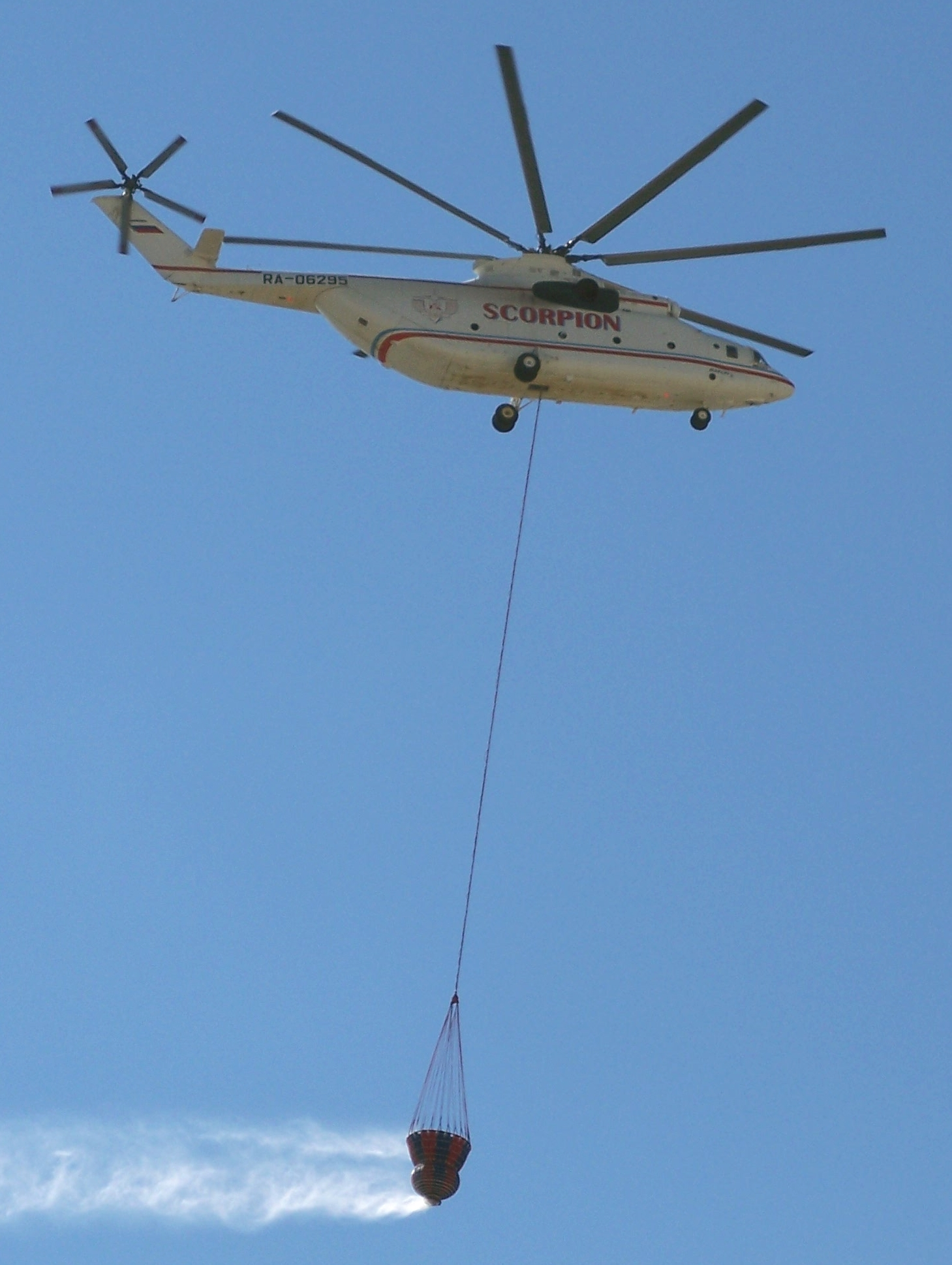
Mi-26TC chữa cháy ở khu vực quanh Athens

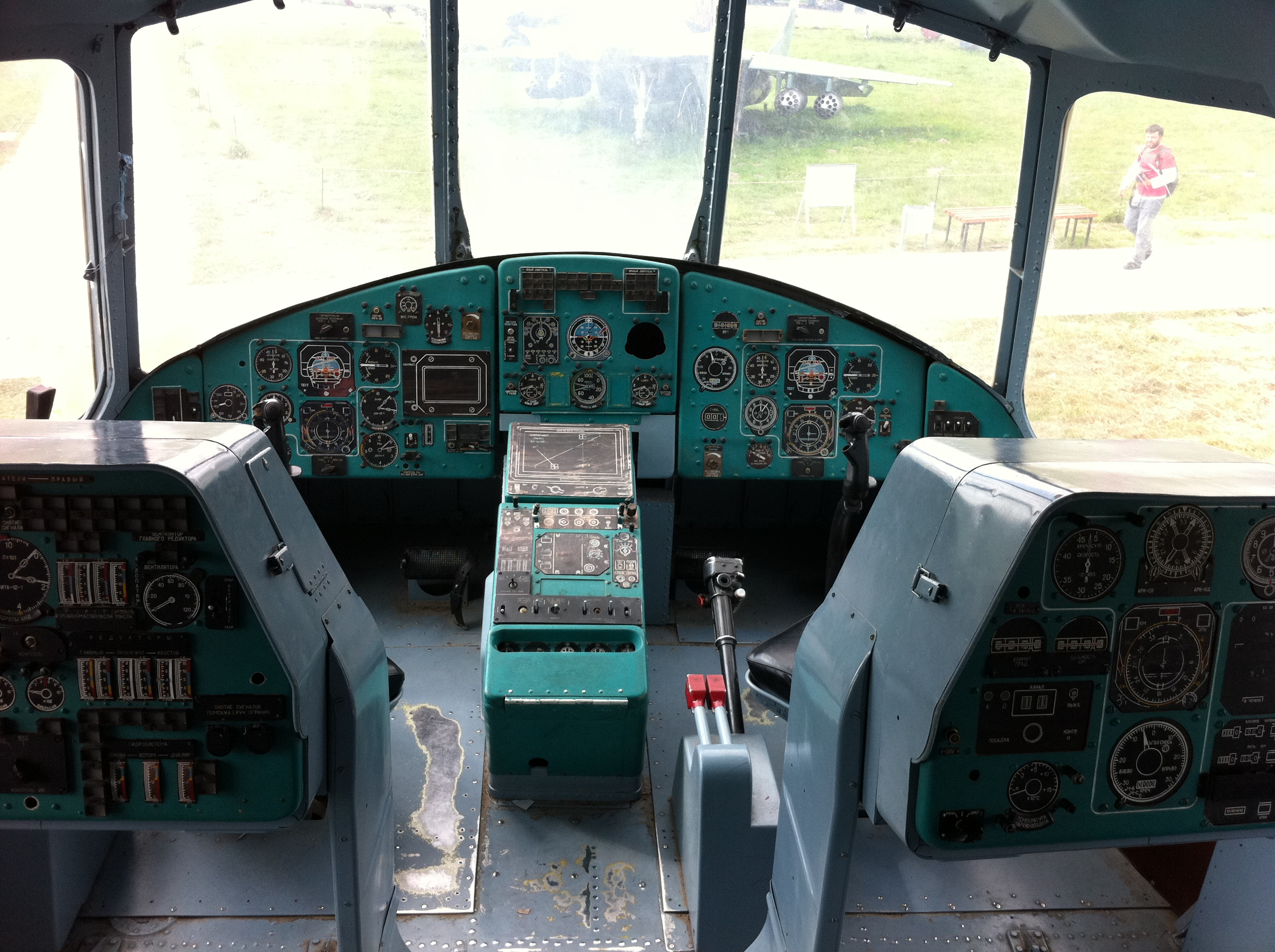
Buồng lái Mil-26

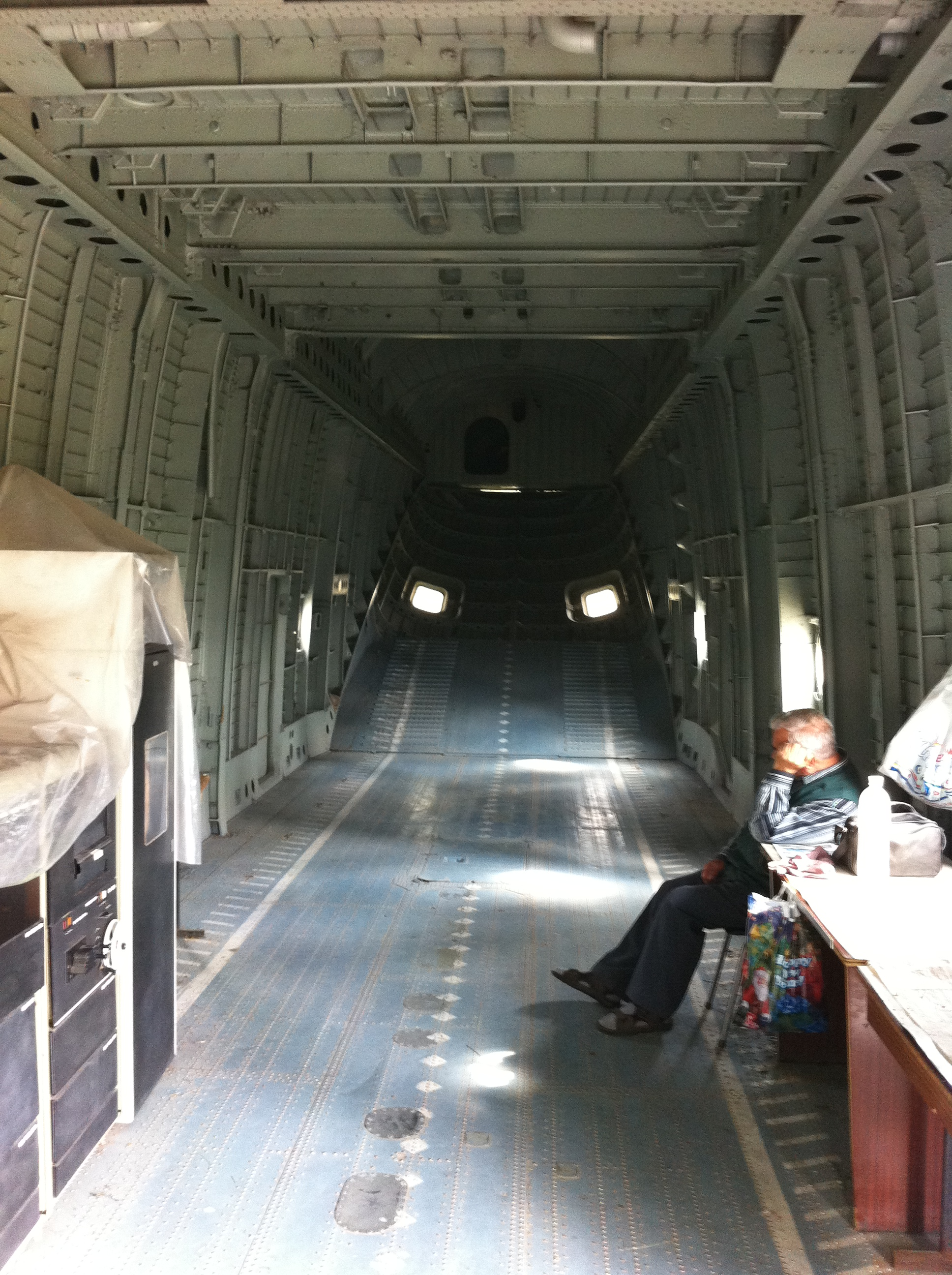
Khoang hàng hóa của Mil-26

V-29
Nguyên mẫu.
Mi-26
Phiên bản vận tải quân sự. Tên mã NATO: 'Halo-A'.
Mi-26A
Phiên bản cải tiến.
Mi-26M
Được thiết kế để có tính năng hoạt động tốt hơn.
Mi-26MS
Phiên bản cứu hộ đường không.
Mi-26NEF-M
Phiên bản chống tàu ngầm.
Mi-26P
Phiên bản dân sự chở được 63 hành khách.
Mi-26PP
Phiên bản tiếp sức vô tuyến.
Mi-26PK
Cần cẩu bay.
Mi-26S
Phiên bản cứu hộ thiên tai.
Mi-26T
Phiên bản chở hàng dân sự.
Mi-26TC
Phiên bản chở hàng.
Mi-26TM
Cần cẩu bay.
Mi-26TP
Phiên bản cứu hoả.
Mi-26TC
Phiên bản xuất khẩu của Mi-26T.
Mi-26TZ
Phiên bản tiếp dầu.
Mi-26T2
Phiên bản nâng cấp của Mi-26T.
Mi-27
Biến thể trạm chỉ huy trên không; 2 mẫu thử được chế tạo.

## Quốc gia sử dụng

### Quân sự
Belarus
- Không quân Belarus[4]

 Campuchia
- Không quân Hoàng gia Campuchia[5]

 Cộng hòa Dân chủ Congo
- Không quân Cộng hòa dân chủ Congo[6]

 Ấn Độ
- Không quân Ấn Độ[4][7]

 Kazakhstan
- Không quân Kazakhstan[4][8]

 Mexico
- Không quân Mexico[6]

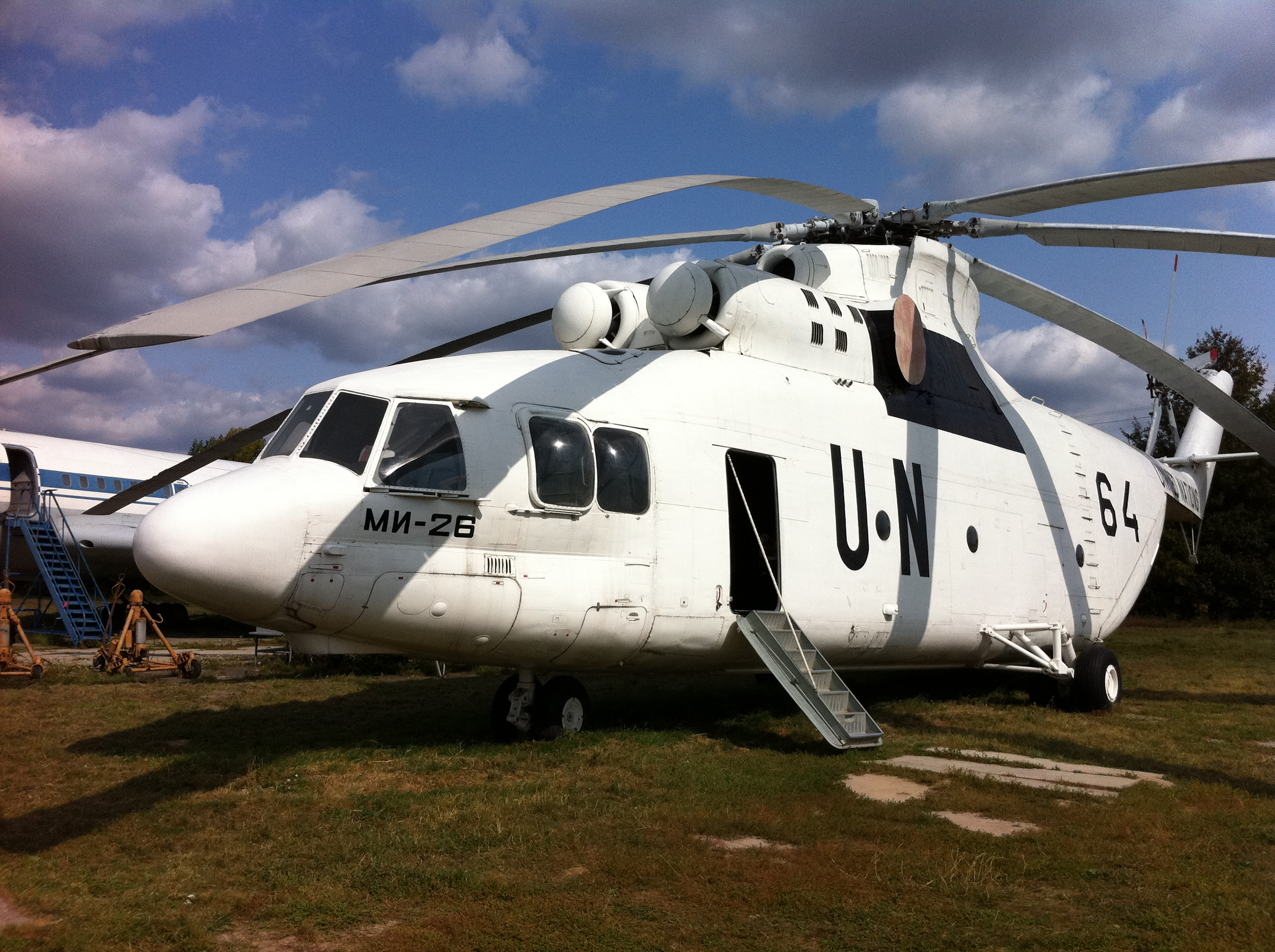
Mi-26 tại bảo tàng hàng không Kiev

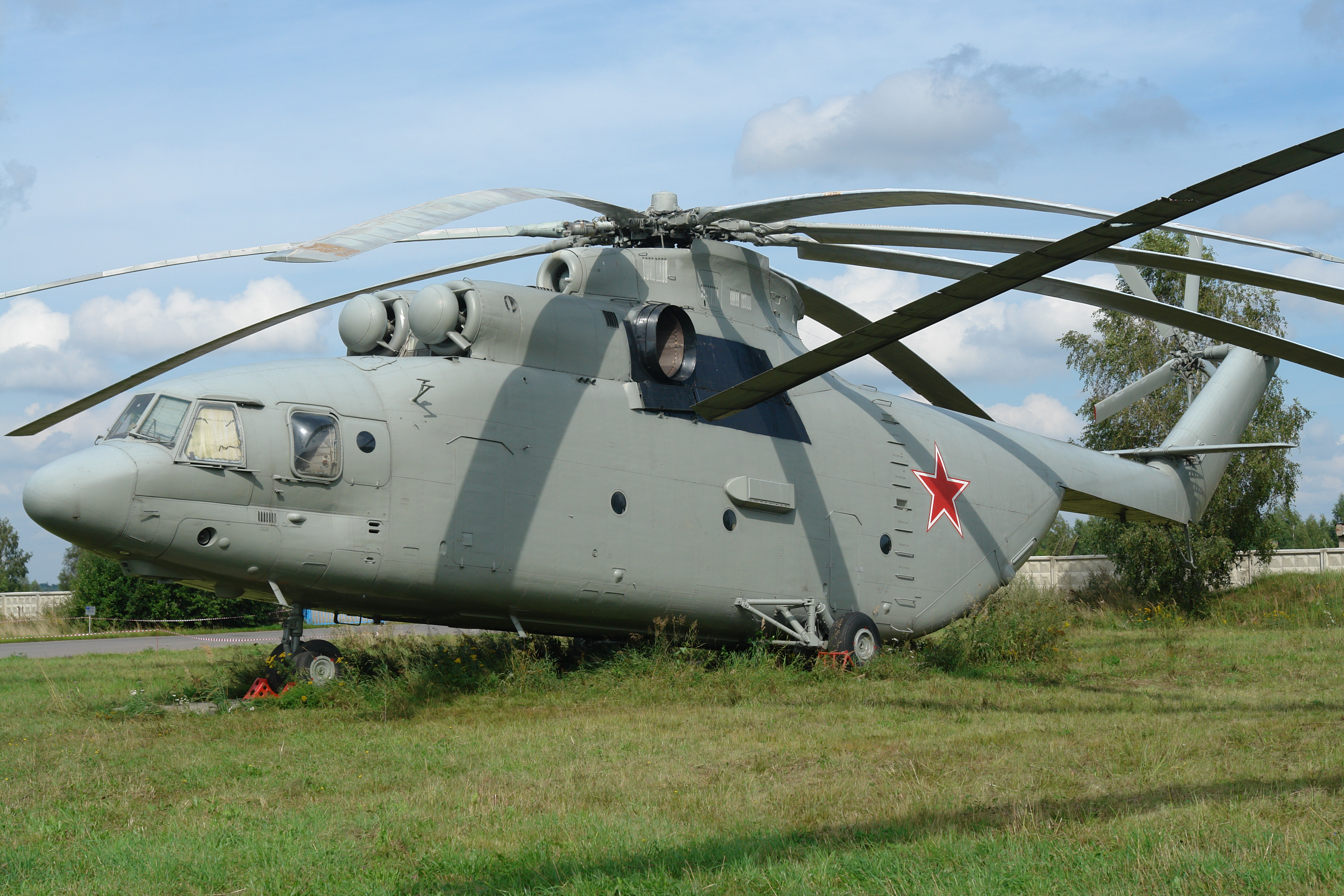
Mil Mi-26 tại bảo tàng Monino (Moscow), 2006

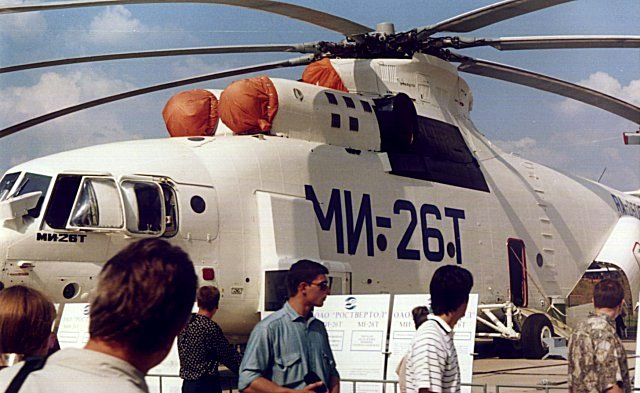
Mi-26T tại Zhukovski, 1997

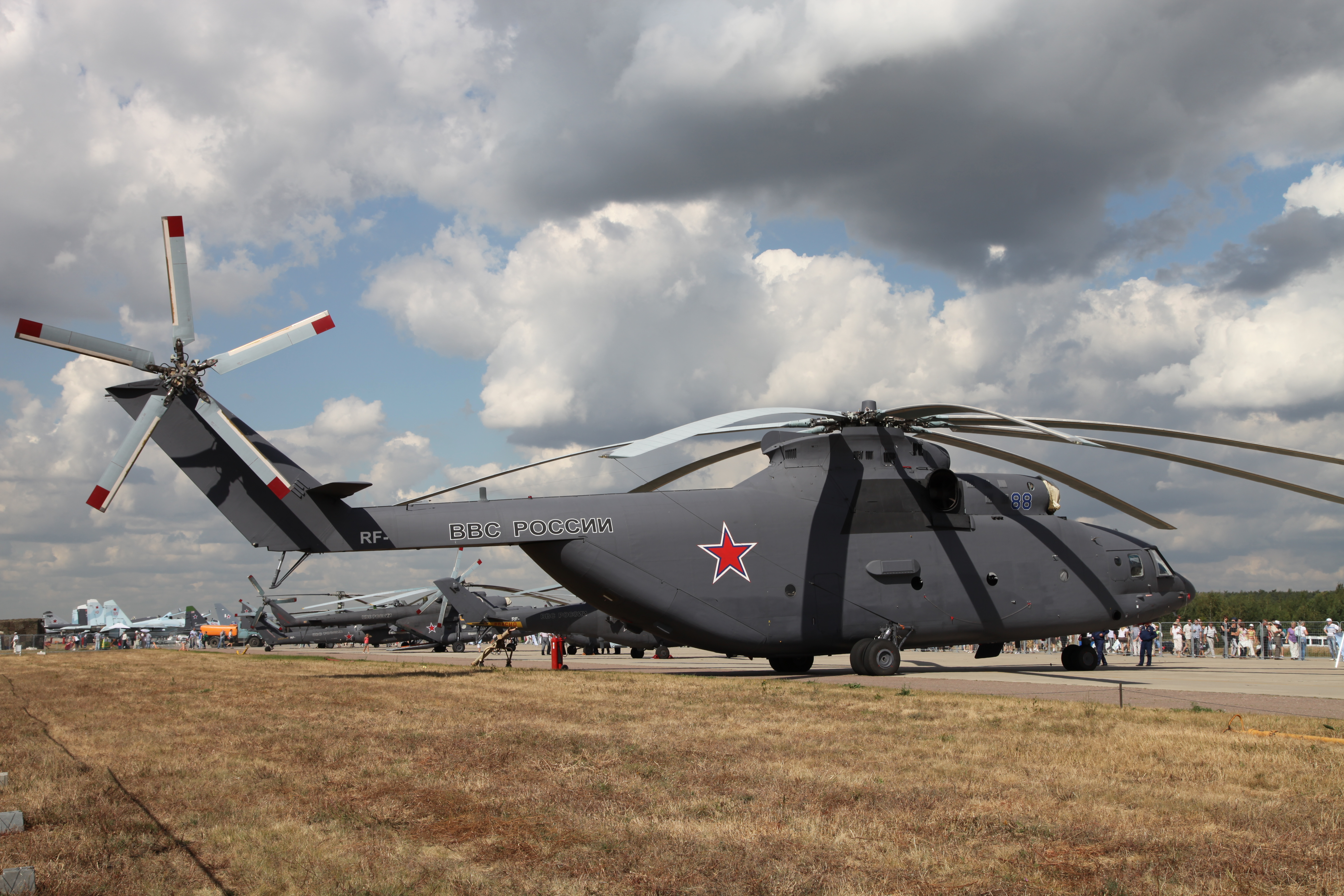
Mi-26 của Không quân Nga, 2012

 Cộng hòa Dân chủ Nhân dân Triều Tiên
- Không quân Nhân dân Triều Tiên[6]

 Peru
- Lục quân Peru[5][9]

 Nga
- Không quân Nga[4]

 Ukraine
- Không quân Ukraina[5][10]

 Venezuela
- Lục quân Venezuela[4]

 Lào
- Không quân Quân Giải phóng Nhân dân Lào

### Dân sự
Bỉ
- Skytech[11]
- UTair Aviation[12]

 Thụy Sĩ
- Heliswiss[13]

### Từng sử dụng
Liên Xô
- Aeroflot[14]
- Không quân Liên Xô[15]

### Khác
- United Nations

## Tính năng kỹ chiến thuật (Mi-26)
Dữ liệu lấy từ Jane's All The World's Aircraft 2003–2004
Đặc điểm tổng quát
- Kíp lái: 5 người – 2 phi công, 1 hoa tiêu, 1 kỹ sư, 1 kỹ thuật viên
- Sức chứa: 

  - 90 lính hoặc 60 cáng tải thương
  - 20.000 kg hàng hóa (44.090 lb)
- Chiều dài: 40,025 m (131 ft 3¾ in) (cánh quạt quay)
- Đường kính rô-to: 32 m (105 ft 0 in)
- Chiều cao: 8,145 m (26 ft 8¾ in)
- Diện tích đĩa quay: 804,25 m² (8.656,8 ft²)
- Trọng lượng rỗng: 28.200 kg (62.170 lb)
- Trọng lượng có tải: 49.600 kg (109.350 lb)
- Trọng lượng cất cánh tối đa: 56.000 kg (123.450 lb)
- Động cơ: 2 × Lotarev D-136 kiểu turboshaft, 8,500 kW (11,399 shp)  mỗi chiếc

 Hiệu suất bay 
- Vận tốc cực đại: 295 km/h (159 kt, 183 mph)
- Vận tốc hành trình: 255 km/h (137 kt, 158 mph)
- Tầm bay: 1.920 km (1.036 hải lý, 1,190 mi) (với thùng nhiên liệu phụ)
- Trần bay: 4.600 m (15.100 ft)